# Drosofil·làcies
Drosophyllaceae (Drosofil·làcia) és una família de plantes carnívores que conté un sol gènere (família monotípica), Drosophyllum, i una única espècie,Drosophyllum lusitanicum. Es tracta de l'única família de plantes endèmica de la regió mediterrània.
Fins fa poc es considerava que formava part de la família Droseraceae però estudis moleculars i filogenètics han aconsellat la separació.
Morfològicament aquesta espècie és similar a l'una altra planta carnívora Drosera i a Byblis.

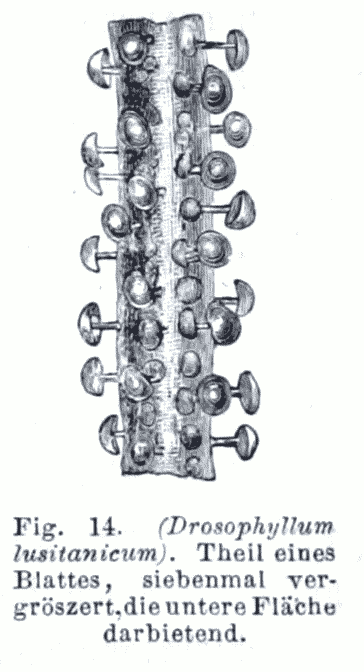
Il·lustració de les glàndules per part de Francis Darwin

Drosophyllum lusitanicum és nativa de l'oest de la regió mediterrània (sud-oest de la península Ibèrica, Portugal, Espanya, i nord-oest del Marroc), i és de les poques plantes carnívores que creixen en sòls secs i alcalins. En general creix sobre sòls rocosos i sorrencs i en pinedes. La planta pot viure uns cinc anys, és semiarbustiva i fa fins a 1,5 metres d'alçada. Les fulles estan cobertes de tentacles i altres glàndules fan de 20 a 40 cm i atrauen per l'olor els insectes que queden enganxats per una substància mucilagionosa de les fulles. Aquesta planta secreta enzims per dissoldre els insectes i aprofitar-ne els nutrients, ja que els sòls on viu són pobres. La planta fa olor de mel.
Les flors són groc brillant de 4 cm de diàmetre i creixen en grups de 3-15 flors entre febrer i maig. Les llavors fan 2,5 mm de diàmetre, són negres i amb forma de pera. Millora la germinació mitjançant l'escarificació. És de difícil cultiu perquè les arrels són molt sensibles al trasplantament i la planta té necessitats vegetatives contràries a la resta de les plantes carnívores.

## Imatges

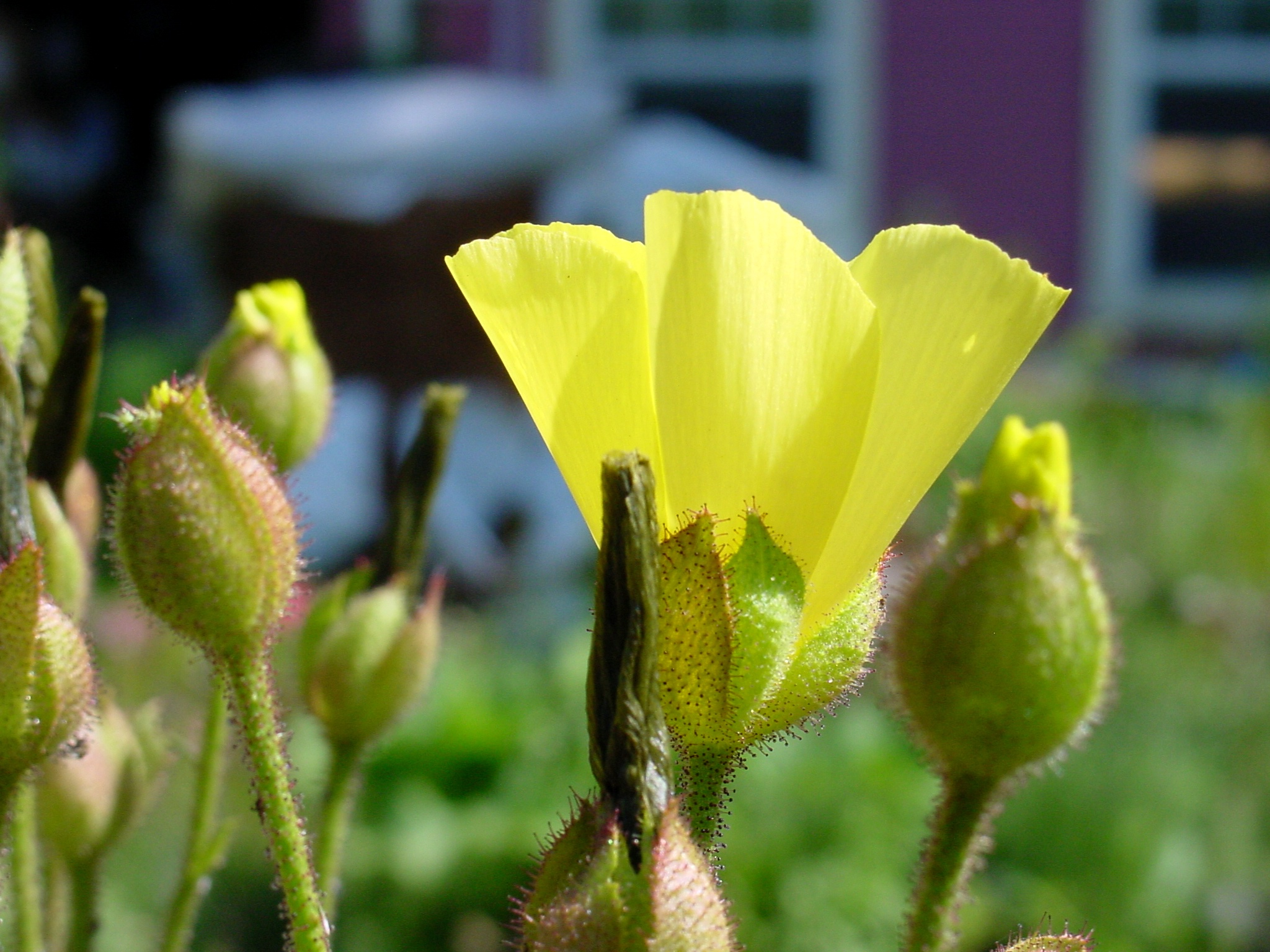
Drosophyllum lusitanicum, flor
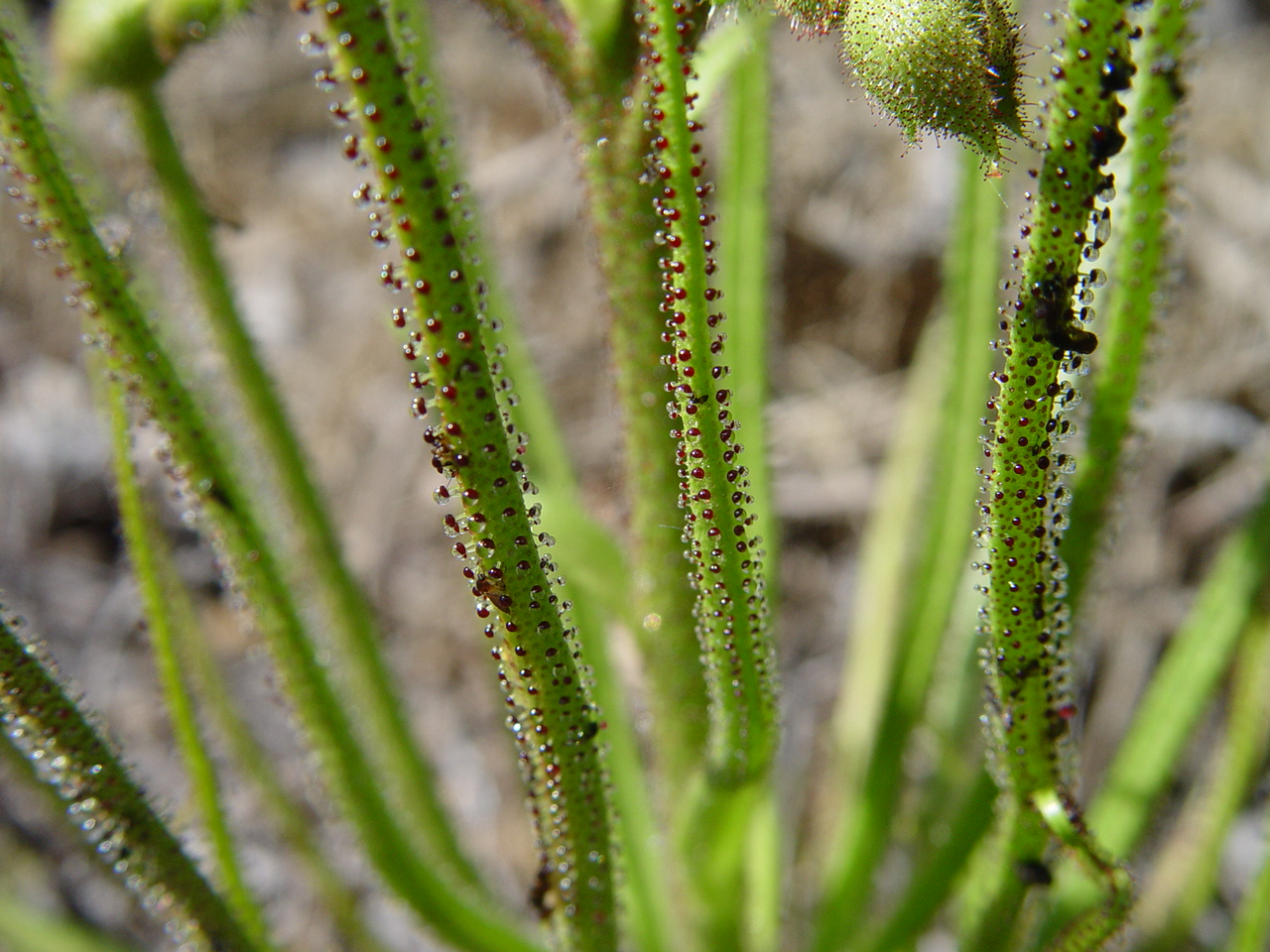
Detall de les fulles